# Баласма
Баласма — село в Лакском районе Дагестана. Входит в состав сельского поселения «Сельсовет „Унчукатлинский“».

## Географическое положение
Расположено на территории Бабаюртовского района, в 30 км к востоку от села Бабаюрт.

## История
Основано на месте кутана Дада-Гиши 1-е, после передачи его земель под зимние пастбища Лакского района. Указом Президиума Верховного совета ДАССР от 23.02.1972 года на территории Бабаюртовского района, на землях закрепленных за колхозом "Красное Знамя" зарегистрирован новый населенный пункт Баласма.

## Население
| 1939 | 1959 | 1989 | 2002 | 2010 | 2021 |
| ---- | ---- | ---- | ---- | ---- | ---- |
| 11   | ↗237 | ↗244 | ↗254 | ↗323 | ↗341 |